# Juan Alcaide Sánchez
Juan Alcaide Sánchez (Valdepeñas, 21 de setembre de 1907 - Valdepeñas, 12 de juliol de 1951) va ser un poeta manxec pertanyent a la generació del 36.
Fill pòstum de Juan Vicente Alcaide Gigante, ferrer de professió, es va educar amb sa mare, Carmen Sánchez Ruiz, i amb sa tia, ambdues modistes. El 1925, en vista de la seua aplicació, va ser becat per l'Ajuntament per a estudiar magisteri a Ciudad Real, i va obtenir el títol el 1927. Ensenyà durant algun temps a Valdepeñas. Allí publicà el seu primer llibre, Colmena y pozo, el 1930, costejat per subscripció popular i il·lustrat pel seu paisà Gregorio Prieto. El 1931 guanyà les oposicions i prengué possessió a l'escola de l'aldea de Mouruás, província d'Ourense, on va romandre tres anys. El 1934 li fou concedit el trasllat a Puerto Lápice. Passà la guerra civil en el bàndol republicà, destinat a Valdepeñas i a Almadén, escrivint poemes i proses de circumstàncies per a les revistes del front. Al final de la guerra, la comissió depuradora del magisteri de Ciudad Real el suspengué de sou i faena durant uns mesos, i el plec de descàrrecs que presentà davant aquesta comissió va ser un «patètic i revelador document en què manifestava el seu rebuig de les disbauxes de la "fúria roja"». El 1941 ocupà la càtedra de llengua i literatura en l'institut d'ensenyament mijà de Valdepeñas, i poc després regressà a Puerto Lápice, on va romandre fins al 1944. Ple de tribulacions i d'un angoixós desig de redempció als ulls dels seus inquisidors, el 1942 va publicar Ganando el pan, el seu llibre més polèmic i discutit, «complex i terrible», en què es veu l'exaltació patriòtica i religiosa característica de l'època.
Des del 1944 col·laborà en nombrosos periòdics i revistes: en Garcilaso. Juventud creadora, en El pájaro de paja. Carta circular de la Poesía, i en Poesía Española, i mantingué estretes relacions amb diversos artistes i joves poetes d'aleshores, entre els quals destaquen alguns membres del grup postista, com Carlos Edmundo de Ory, Ángel Crespo i Gregorio Prieto. Per aquells anys, la seua poesia, sempre arrelada en el ruralisme caracteritzat per l'amor al terrer nadiu, amb un ventall temàtic limitat al paisatgisme, l'amor, Déu, el vi, la Manxa i els poetes i artistes amics, deriva cap a una certa angoixa religiosa i existencial, sense deixar per això de ser fidel a la influència d'Antonio Machado, a la qual s'hauria de sumar també la de Miguel de Unamuno. El 1948 prengué possessió de l'Escuela Unitaria de Niños número sis de Valdepeñas. El 1950 ingressà en l'Instituto de Estudios Manchegos i l'ajuntament de Valdepeñas el nomenà fill predilecte de la ciutat i li publicà a Madrid el que va ser el seu darrer llibre, Jaraiz, un dels millors intents de donar «un paisatge líric a La Manxa», i que conté alguns dels seus poemes més significatius. Va emmalaltir de tuberculosi, i va morir en la seua ciutat natal a quaranta-tres anys, deixant abundant obra inèdita.

## Obra poètica
- Colmena y pozo, il·lustrat per Gregorio Prieto. Valdepeñas: Mendoza, 1930.
- Llanura, Valdepeñas: Mendoza, 1933.
- La noria del agua muerta, Madrid: Yunque, 1936.
- Mimbres de pena, Buenos Aires: Revista Americana de Buenos Aires, 1937.
- Ganando el pan, Ciudad Real: Tip. Alpha, 1942 (Pròleg de Francisco Rodríguez Marín).
- Poemas de la cardencha en flor, Jabalón, 1947.
- La trilogía del vino, amb dibuixos de Gregorio Prieto. Valdepeñas: Jabalón, 1948.
- Jaraiz, Madrid: Afrodisio Aguado, 1950.

Publicada pòstumament
- La octava palabra, Jaén: Aljaba, 1953 (Edició d'Emilio Ruiz Parra).
- "Lo que se lleva el camino: una comedia inédita de Juan Alcaide", edició i introducció de Luis de Cañigral, Almud, I, 1980, p. 121-167.
- Poesía completa (1907-1951), Ciudad Real: Diputación, 1993.
- Íntimo trébol, Valdepeñas: Asociación Amigos de Juan Alcaide, 2001 (amb facsímil del manuscrit).